# Скалолазание
Скалола́зание (англ. rock climbing) — вид спорта и активного отдыха, заключающийся в лазании по естественному или искусственному рельефу. Зародившись как разновидность альпинизма, скалолазание в настоящее время является самостоятельным видом спорта. 3 августа 2016 года спортивное скалолазание было включено МОК в олимпийскую программу летней олимпиады 2020.

## Возникновение и развитие скалолазания

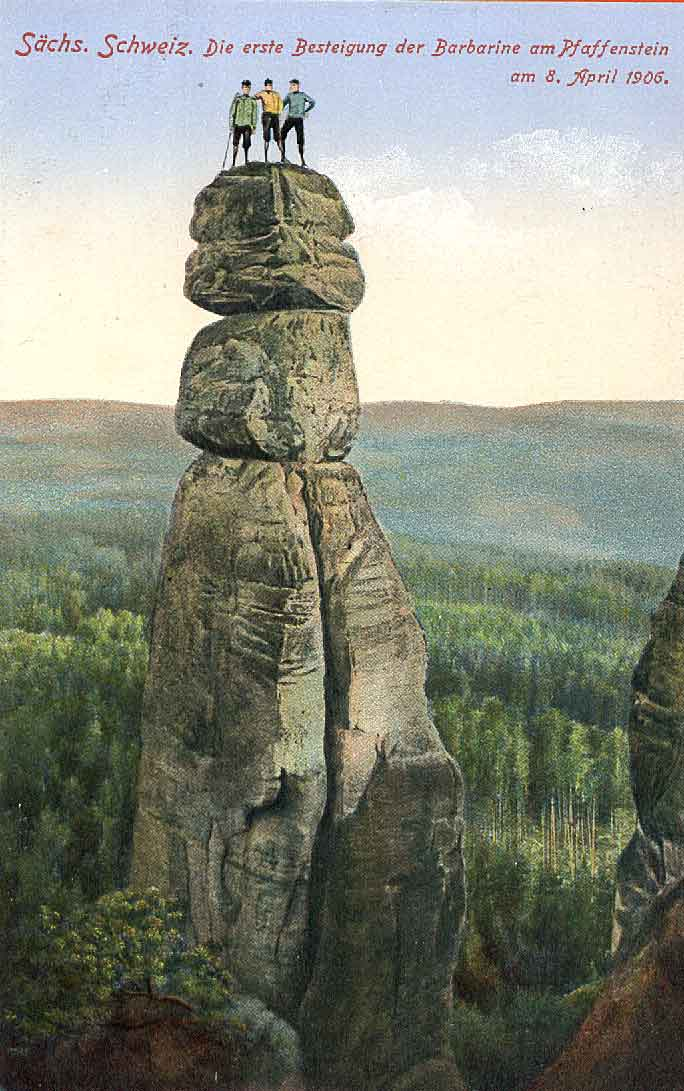
Старинная открытка, посвящённая скалолазанию в Саксонской Швейцарии. На вершине скалы Барбарин (скала)

Скалолазание как способ преодоления человеком скального рельефа в процессе освоения и приспособления к жизни в горных районах возникло очень давно. Скалолазание как преодоление скального рельефа не с целью решения утилитарных житейских задач (охота, поиск кратчайших путей в горах и т. п.), а для самоутверждения, решения спортивных задач, то есть как разновидность активного отдыха и спорта, возникло в горных районах в XIX веке.
Занятие скалолазанием в свободное время получило широкое распространение в Европе: скальные районы Германии (Саксонская Швейцария, Циттауские горы и др.), Австрии (Тирольские Альпы), скалы Шотландии, Ирландии, Швейцарии и др. стран. В России более 150 лет тому назад в окрестностях Красноярска зародилось лазание на Красноярских столбах — столбизм.
В США в начале XX века зародилось и стало уверенно развиваться лазание по скалам в Йосемитском национальном парке.
По мере развития скалолазания в мире осваивались новые районы. В настоящее время в мире насчитывается более 2500 районов занятия скалолазанием.
Во второй половине XX века скалолазание стало признанным во всём мире видом спорта (см. Спортивное скалолазание), по которому регулярно проводятся международные соревнования.

## История развития спортивных соревнований по скалолазанию
Несмотря на то, что практика скалолазания была важным элементом развития альпинизма в европейских Альпах, считается, что как спорт скалолазание стало активно развиваться в последней четверти XIX века по крайней мере в трёх географических местностях: Эльбских песчаниковых горах в Саксонии около Дрездена, Озёрном крае в Англии, и Доломитах в Италии. Являясь сначала просто неотъемлемой частью жизни в горах, скалолазание в этих трёх областях гармоничным образом развилось в атлетическую спортивную дисциплину. Наличие трёх центров развития скалолазания не позволяет историкам говорить о какой-то отдельной конкретной личности, которая бы стояла у истоков скалолазания как спорта. Однако в истории спортивного скалолазания в Европе не вызывают сомнения три следующих факта:
- Уже в 1880-х гг скалолазание было признанным видом спорта в Англии. После того, как во второй половине 1880-х было широко разрекламировано одиночное восхождение на т. н. «Затылочный обелиск» (см. Napes Needle) Уолтером Смитом[англ.], скалолазание стало привлекать всё большее число энтузиастов. Важной вехой в истории спорта стало прохождение на Обелиске т. н. «Трещины Керн Ноттс» (см. Kern Knotts Crack) О. Г. Джонсом[англ.] в 1897 году — попытка, сравнимая по сложности с современными маршрутами (VS). Джонс стал заниматься скалолазанием, после того, как увидел фото Обелиска в витрине магазина в начале 1890-х_гг. К концу Викторианской эпохи в Англии около 60 энтузиастов скалолазания регулярно собирались во время праздников в отеле Ваствотер (Wastwater Hotel) в Озёрном крае[7].

- Вдохновлённые ранними усилиями таких «пионеров скалолазания» конца 19 века, как Оскар Шустер (Falkenstein, Schusterweg 1892), к 1903 году в районе Эльбских Песчаниковых гор практиковались около 500 спортсменов-скалолазов, включая хорошо известную двойку Рудольфа Ферманна[англ.] и американца Оливера Перри-Смита[англ.]. Прохождение ими маршрута Teufelsturm в 1906 году установило новый стандарт сложности (VIIb). К 1930-м гг. в регионе насчитывалось около 200 клубов скалолазания.

- Совершённое в 1887 г. сольное первопрохождение маршрута Die Vajolettürme Георгом Винклером[англ.], семнадцатилетним школьником из Мюнхена, послужило признанием скалолазания как спорта, и придало начальный стимул развитию дисциплины в Доломитах[6].

В процессе развития скалолазания было создано множество различных систем градации маршрутов и их сложности. В 1894 году австриец Фриц Бенеш ввёл первую из известных систем градации скальных маршрутов. Шкала Бенеша имела 7 уровней сложности — маршруты уровня VII были самыми простыми, а уровня I — наиболее трудными. Вскоре, однако, были пройдены ещё более сложные маршруты, которые поначалу стали обозначать уровнями сложности 0 и 00. В 1923 немец Вилло Вельценбах сжал шкалу и перевернул её наоборот: уровень 00 стал уровнем IV—V. В 1935 году шкалой Вельценбаха стали широко пользоваться французские скалолазы, такие как Лусьен Деви, Пьер Аллэн и Арман Шарле, для обозначения маршрутов в Западных Альпах. Наконец, в 1947 в Шамони шкала Вельценбаха была принята на вооружение Международным союзом альпинистских ассоциаций (UIAA).
Летом 1947 года на скалах Домбая (Западный Кавказ) начальник учебной части альпинистского лагеря «Молния» Иван Антонович провёл первые в мире официальные соревнования по скалолазанию с программой, положением, правилами и призами. Соревнования были посвящены 30-летию СССР. Таким образом был сделан первый шаг в истории скалолазания в СССР, и началось активное развитие этого вида спорта. Самыми первыми и долговременными организаторами соревнований были ДСО профсоюзов. В том же 1947 году в Домбае были проведены межлагерные соревнования (чемпионат Домбайского района), посвящённые 800-летию Москвы. В следующем году соревнования проводились между альплагерями в различных ущельях Кавказа, а уже в 1949 году были утверждены правила соревнований и проведён первый семинар судей.
В 1955 году в Крыму на Крестовой скале состоялся первый чемпионат СССР. После столь яркого события возникла длительная пауза, продлившаяся 10 лет.
В 1965 году чемпионат СССР возродился и проводился регулярно. Последний чемпионат СССР состоялся в Бахчисарае в 1991 году.
В 1966 году в Единую Всесоюзную спортивную классификацию (ЕВСК) спортивное скалолазание было включено как самостоятельный вид спорта, были утверждены разрядные требования (1, 2 и 3 разряды), в 1969 году появились нормы на выполнение разрядов, званий «мастер спорта СССР» и «мастер спорта СССР международного класса», что стало привлекать большее количество спортсменов к участию в соревнованиях.
В 1971 году прошли два всесоюзных соревнования по скалолазанию — чемпионат СССР и чемпионат ВЦСПС. Впервые на Чемпионат СССР в Ялту были приглашены спортсмены из 10 стран (Австрия, Венгрия, Италия, Испания, МНР, Польша, ФРГ, ЧССР, Югославия, Румыния). В этом же году в Крыму прошёл первый Чемпионат города Москвы.
В 1976 году в Абхазии, в ущелье реки Юпшара (т. н. Юпшарские ворота), рядом с шоссе, ведущим к озеру Рица, состоялись первые международные соревнования. Эта традиция продолжалась на скалах Крыма (1978, 1980, 1982 и 1984). В них участвовали спортсмены из Болгарии, Венгрии, ГДР, Польши, Румынии, ФРГ, Франции, Чехословакии, Швейцарии, Югославии, Японии и других стран. После этого скалолазание стало активно развиваться во всём мире, в СССР регулярно проводились чемпионаты мира. В том же 1976 году впервые трое советских скалолазов (А. Дёмин, В. Балезин, С. Калошин) выполнили нормы мастера спорта СССР международного класса.
С 1982 года начинается развитие юношеского скалолазания. Соревнования проводятся в 4 возрастных группах: подростковая (до 12 лет), младшая (13—14 лет), средняя (15—16 лет) и старшая (17—18 лет).
В 1985 году в итальянском Олимпийском городке Бардонеккья, недалеко от Турина, команда, руководимая членом итальянского общества альпинистов (CAI) Андреа Меллано и известным итальянским спортивным журналистом Эмануелем Кассарой, собрала лучших скалолазов для участия в первых официальных соревнованиях в лазании на трудность на скалах Валле Стрэтта. Среди мужчин победил Стефан Гловач.
В 1986 году было принято решение придать международным соревнованиям в Ялте статус неофициального Кубка Европы. Международный союз альпинистских ассоциаций направил на соревнования официального представителя — Густава Нардера из ФРГ. В соревнованиях приняли участие 10 команд из Болгарии, Венгрии, ГДР, Польши, Румынии, СССР, США, ФРГ, Чехословакии и Японии. Обладателями Кубка стали Надежда Вершинина и Валерий Балезин из Красноярска, а чемпионом на короткой трассе стал Алексей Чертов. По окончании соревнований было подписано коллективное обращение в адрес Генеральной Ассамблеи UIAA о необходимости проведения официальных международных соревнований по спортивному скалолазанию. В этом же году в состав руководящих органов UIAA был включён представитель СССР — Эдуард Мысловский.
В 1987 году при UIAA создана Комиссия по скалолазанию (президент — Джеф Лемон (Франция), вице-президент — Юрий Скурлатов (СССР). Определены виды соревнований — лазание на трудность и на скорость.
В 1988 году состоялись первые официальные этапы первого Кубка мира по скалолазанию. Заключительный этап проходил в Ялте. В лазании на скорость победили Кайрат Рахметов и Наталья Космачёва, которая стала первой москвичкой, выполнившей нормы МСМК. В лазании на трудность победили французские спортсмены.
В начале 1989 года был образован Союз альпинистов и скалолазов России, президентом которого стал Анатолий Бычков. В ноябре на отчётно-выборном Пленуме Федерации альпинизма СССР, учитывая высокий уровень развития скалолазания и большой объём самостоятельной международной деятельности, решено сформировать Президиум Федерации альпинизма и скалолазания. В Ялте был организован последний в истории спортивного скалолазания этап Кубка мира на скалах. Решением международной Федерации все последующие соревнования высшего ранга проводятся в закрытых помещениях на искусственном рельефе, на скалодромах. Основными причинами принятия этого решения были погодные факторы, стремление создать равные и комфортные условия для участников, зрителей, средств массовой информации, а также проблема защиты окружающей среды при подготовке трасс. В этом же 1989 году Надежда Вершинина, Алексей Чертов и Салават Рахметов выполнили нормы Мастера спорта СССР международного класса (Вершинина стала первой в СССР женщиной, получившей это звание). В этом же году был принят первый международный рейтинг скалолазов, а также на скалах Довбуша был проведён первый семинар подготовщиков трасс.
С 1990 года ежегодно проводится Кубок мира, включающий в себя 4—6 этапов.
В 1991 году состоялся первый чемпионат мира во Франкфурте-на-Майне (Германия). С тех пор он проходит один раз в два года (в каждом нечётном году).
В 1992 году состоялись первый молодёжный чемпионат мира в Базеле (Швейцария) (с тех пор он проходит ежегодно) и первый чемпионат Европы во Франкфурте-на-Майне (с тех пор он проходит каждые два года). В июне того же года была образована Федерация скалолазания России, её первым президентом был избран Александр Хороших.
К ноябрю 1993 года во Дворце детского спорта (ДДС) в Москве был построен один из лучших скалодромов России, открытием которого было проведено в рамках Чемпионата России.
В мае 1994 года на скалодроме ДДС были проведены международные соревнования — этап Кубка мира. В лазании на трудность победителями стали Франсуа Легран и Робин Эрбесфилд. В лазании на скорость выиграли Евгений Кривошейцев и Елена Овчинникова. В том же году был проведён первый юношеский этап Кубка России «Эльбрус-94».
В 1995 году UIAA была признана Международным олимпийским комитетом. В перспективе — включение скалолазания в программу Олимпийских игр. Осенью этого же года в ДДС был проведён ещё один этап Кубка мира. Одним из важных достижений стало включение в программу соревнований лазания на скорость.
В 1996 году в ДДС впервые в России было проведено юношеское первенство мира.
В 1997 году при UIAA был создан Совет по скалолазанию — International Council for Climbing Competition (ICC) (президент — Паскаль Муш (Франция), вице—президент — Александр Пиратинский (Россия). Юношеский турнир «Эльбрус-97» собрал в ДДС более трёхсот юных скалолазов из более, чем пятидесяти городов России.
В 1998 году в Москве на скалодроме ДДС состоялось юношеское первенство мира.
В 1999 году состоялся первый Кубок мира в дисциплине «боулдеринг».
В 2001 году вид боулдеринг был включён в программу чемпионата мира.
В 2002 году UIAA подготовила олимпийское досье и выступила с инициативой проведения соревнований по скалолазанию в программе Олимпийских игр в Турине в 2006 году.
В январе 2007 года была образована Международная федерация спортивного скалолазания (IFSC), в которую вошло 68 стран.
Скалолазание получило признание не только как соревновательный вид спорта, но также возросла его общественная роль, в связи с его включением в школьную программу во многих странах, а также в специальные программы, которые разрабатываются для людей с ограниченными возможностями. Стремительное развитие и распространение, которое также было отмечено и во многих развивающихся странах, доказывает, что этот вид спорта может стать новым альтернативным видом активности для людей всех возрастов со всего земного шара. Считаясь поначалу окном в альпинизм, скалолазание на протяжении двух столетий постепенно росло под его крылом, и всего за двадцать лет стало соревновательным видом спорта, таким оно вошло в новое тысячелетие.
В августе 2016 решением МОК скалолазание вошло в олимпийские игры 2020.

## Соревнования по скалолазанию
В СССР изначально скалолазание развивалось как лазание на скорость на относительно несложных трассах, тогда как в мире спортсмены состязались в лазании на трудность по сложному маршруту протяжённостью 20—35 метров. На протяжении ряда лет шло становление этих двух школ, создавались методики, разрабатывалось снаряжение. Советские спортсмены, лазавшие в обычных резиновых галошах, не могли конкурировать в лазании на трудность.
В настоящее время большинство соревнований по скалолазанию проводятся на скалодромах. Это создаёт равные условия для всех участников, способствует привлечению зрителей, спонсоров, представителей средств массовой информации, решает проблему сохранения природной среды, а также в значительной мере позволяет уменьшить влияние погодных условий. Однако современное скалолазание не отрицает использование «живых» скальных массивов в тренировочном процессе. А в лазании на трудность зачастую, только сочетая занятия на скалах и на скалодромах, можно добиться выдающихся результатов, — одно дополняет другое.
Для всех видов соревнований, как правило, выполняется условие: спортсмен не должен видеть выступления других участников до своего выступления.
Соревнования по скалолазанию становятся популярнее с каждым годом и притягивают к себе внимание всё большего количества как спортсменов—скалолазов, так и зрителей—болельщиков.
В соответствии с Международными правилами соревнования по спортивному скалолазанию проводятся по следующим дисциплинам:
- Лазание на трудность[12]
- Лазание на скорость[13]
- Боулдеринг[14]

В последние годы в связи с дальнейшим развитием скалолазания стали проводиться скальные фестивали — многодневные, многотуровые соревнования по скалолазанию на естественном рельефе

## Виды скалолазания

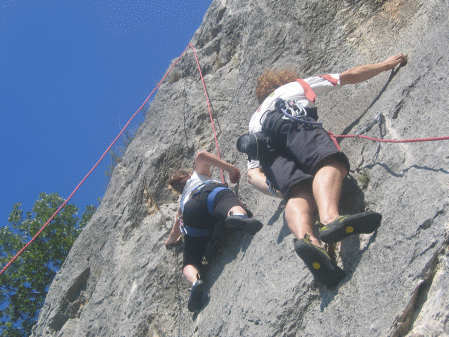
Занятие скалолазанием на подготовленных трассах студентов Национального политехнического института в Тулузе, Франция

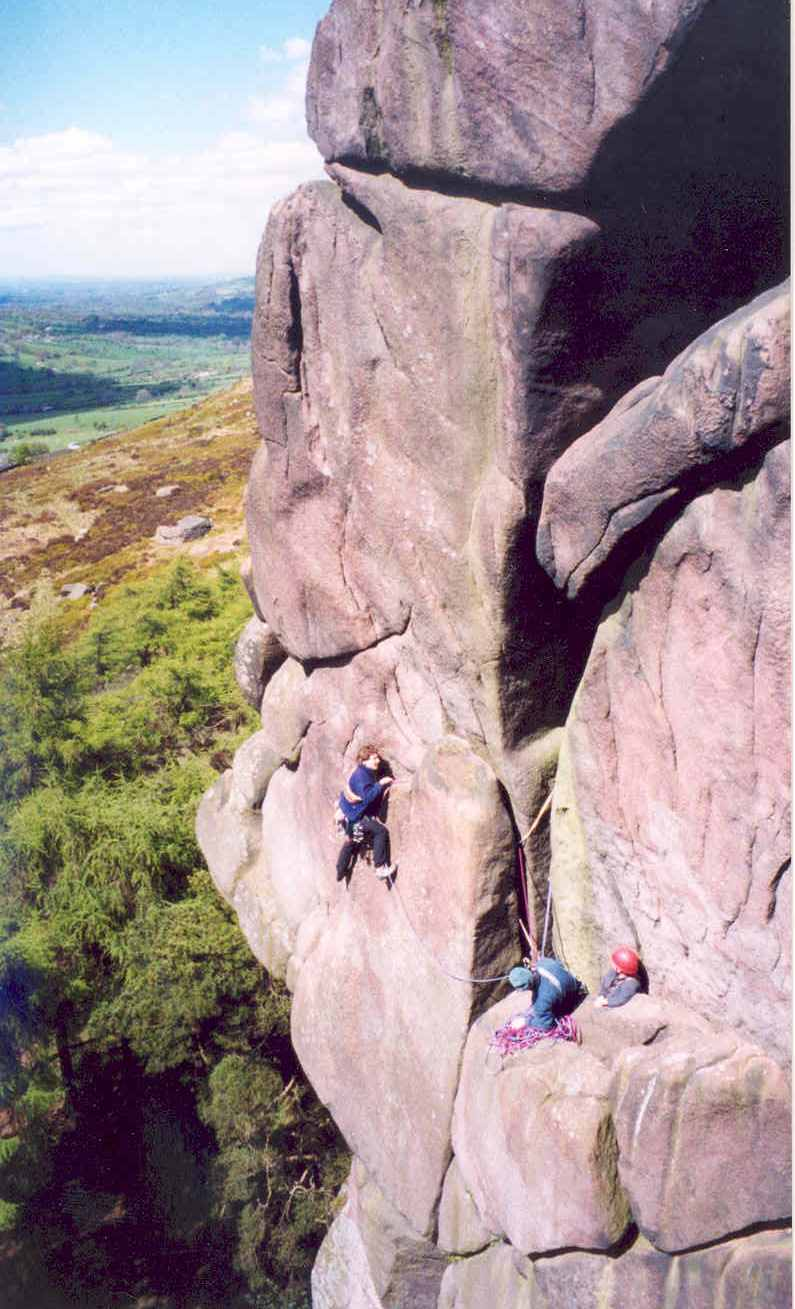
Занятие скалолазанием в связках на естественном рельефе на скалах в Англии

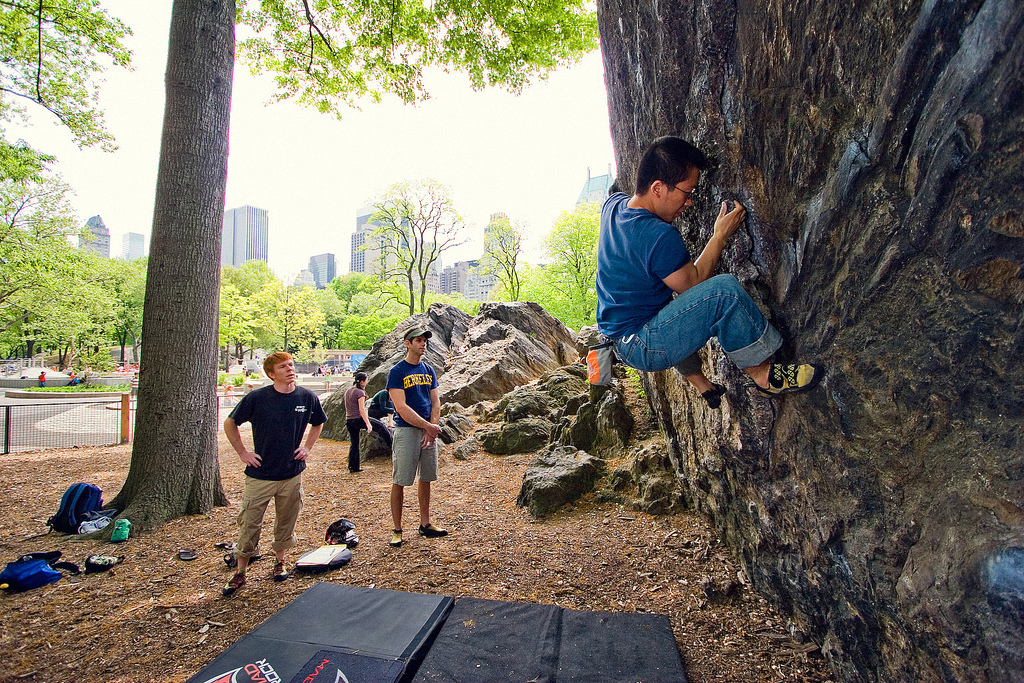
Занятия боулдерингом на скале «Rat rock» в Центральном парке, Нью-Йорк

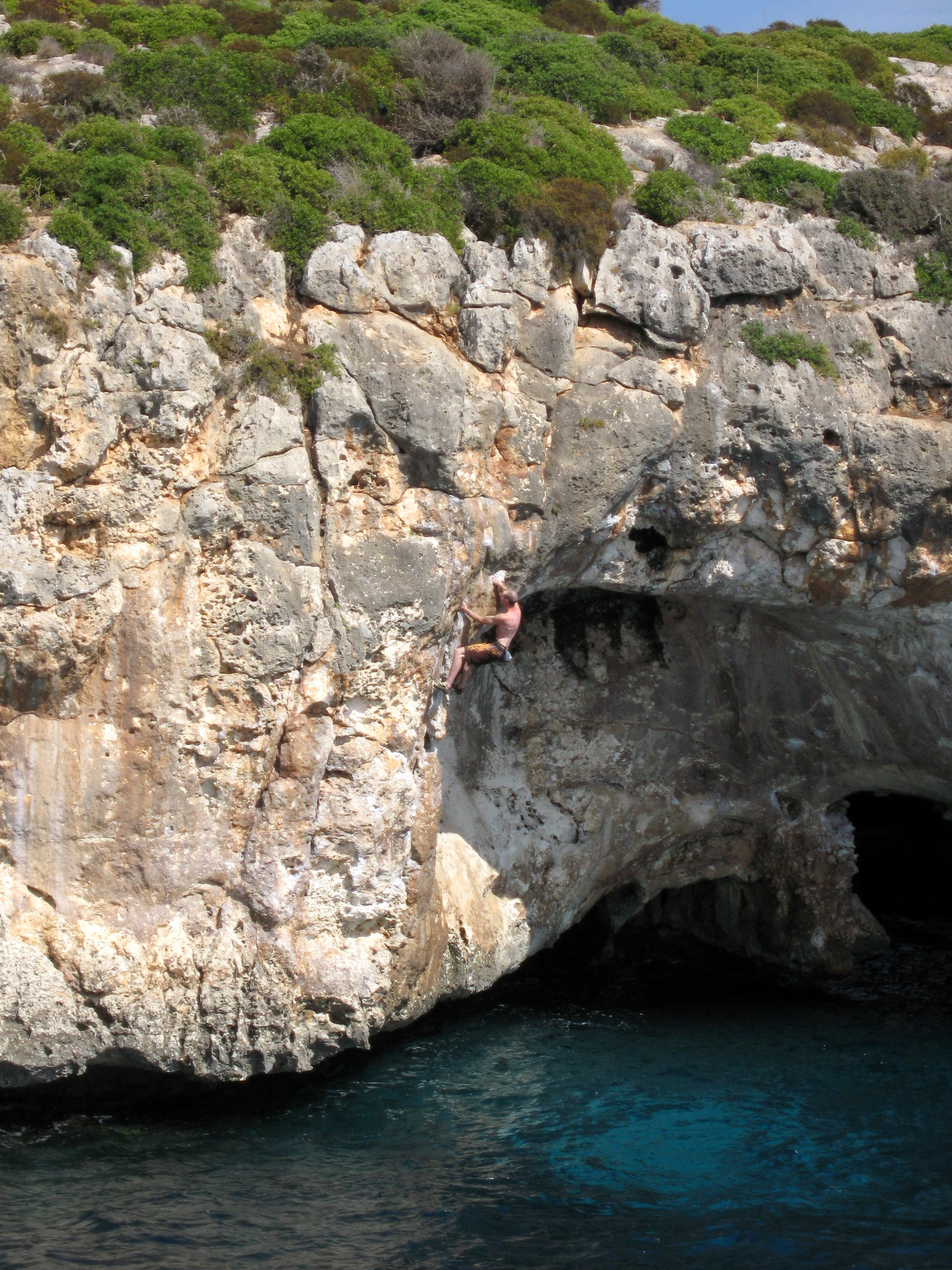
Deep-water soloing, остров Мальорка, Испания

Наряду со спортивным скалолазанием, соревнования по которому проводятся в основном на искусственных скалодромах, существуют другие разновидности скалолазания.

### Скалолазание на естественном рельефе по подготовленным трассам
Подготовленные трассы на скалах предполагают очистку их от камней, организацию верхней и/или нижней страховки.
Для организации верхней страховки наверху скалы организуются постоянные точки страховки с помощью крючьев, шлямбуров или петель из альпинистской верёвки или стального троса, закреплённых на деревьях или выступах скал.
Для организации нижней страховки на скале предварительно забиваются скальные крючья, шлямбуры, в которые с помощью карабинов вщёлкиваются оттяжки. Скалолаз с пристёгнутой к нему верёвкой по мере подъёма вщёлкивает верёвку в нижний карабин оттяжки, который служит точкой страховки. Страхующий, который находится внизу скалы, выдаёт верёвку поднимающемуся скалолазу. В случае срыва он удерживает верёвку, не позволяя сорвавшемуся скалолазу упасть к основанию скалы.
Перечень самых сложных скалолазных маршрутов мира по подготовленным трассам по состоянию на январь 2014 года включает 3 маршрута сложности 9b+ (5.15c), 15 маршрутов сложности 9b (5.15b), 47 маршрутов сложности 9а+ (5.15а).
Современное скалолазание на естественном рельефе по подготовленным трассам доступно не только лишь спортсменам и любителям старшего возраста, но всё больше и больше мы удивляемся прохождениям совсем юных скалолазов, детей.

### Скалолазание на естественном рельефе по неподготовленным трассам
Данный вид скалолазания по сути представляет собой разновидность альпинизма. Здесь используются все методы прохождения скал и методы страховки, применяемые в альпинизме. При подъёме на большую высоту, то есть на высоту, превышающую длину верёвки, скалолазы поднимаются по скале в связках, организуя попеременную страховку.
Идущий первым в связке по мере подъёма организует промежуточные точки страховки путём забивания крючьев и/или использования закладок, в которые вщёлкивается карабин c простёгнутой в него верёвкой. Участник связки, находящийся внизу, осуществляет страховку идущего первым участника связки через промежуточные точки страховки, каковыми являются крючья и/или закладки, с простёгнутыми в них карабинами.

### Боулдеринг на естественном рельефе
Боулдерингом называют скалолазание на невысоких скалах, когда страховка скалолаза осуществляется путём гимнастической страховки или с помощью специальных матов — крэш пэдов, которые укладываются на место возможного падения скалолаза под скалой.

### Он-сайт, редпоинт, флеш
«Он-сайт» — это разновидность прохождения трассы, которая предполагает пролаз трассы с первой попытки без предварительного ознакомления и обсуждения трассы с другими участниками, с возможностью только посмотреть трассу снизу и потрогать стартовые зацепки. Если первая попытка не удалась, может быть засчитан только «редпоинт». Пролаз трассы при наличии информации о ней называют «флеш». В боулдеринге может быть только флеш, так как многие зацепки доступны для изучения с земли.

### Мультипитч
Разновидность скалолазания в связках на протяжённых скальных маршрутах. «Питчем» называют часть маршрута от одной промежуточной страховочной станции (базы) до другой. Каждый питч обычно имеет свою категорию сложности. Таким образом, мультипитч представляет собой последовательность питчей. Обычно на станциях происходит смена лидирующего участника в связке. Также на станциях осуществляют передачу собранных идущим вторым в связке оставленных первым в связке промежуточных закладок и крючьев.
Популярные скальные маршруты в районах занятия скалолазанием заранее «пробивают», то есть организуют станции, забивая там надёжные крючья для страховки.
На сегодняшнее время (2014 год) самый сложный мультипитч — «Zembrocal» классифицируют категорией сложности 8с+. Он расположен на острове Реюньон (Reunion). А в целом, к 2014 году в мире насчитывают лишь 12 мультипитчевых маршрутов категорией сложности 8с/+.

### Соло
Соло — лазание по естественному рельефу без напарника.
Страховку при этом осуществляет непосредственно сам лезущий. Применяет часто при стенных восхождениях (так называемый Big Wall или большие стены).
Существуют также разновидности соло — Free Solo (FS) и Deep Water Solo (DWS).
Free Solo (свободное соло лазание) — лазание, при котором скалолаз не применяет страховку. Известный скалолаз, который практикует free solo — Алекс Хоннольд (Alex Honnold). Из погибших известны: Дин Поттер (Dean Potter) и Дэн Осман (Dan Osman).
Deep Water Solo — фактически разновидность Free Solo. Лазание происходит по скалам, расположенным над водой. В случае срыва скалолаз падает в воду. Известный скалолаз Крис Шарма (Chris Sharma) проложил линию Es Pontas высокой категории сложности (F9a), которую пролез исключительно в стиле DWS.

## Физиология скалолазания

### Техника тренировок
- Для занятия скалолазанием необходимо в первую очередь тренировать силу пальцев рук. Во время скалолазания довольно быстро, особенно у новичков, «забиваются» мышцы предплечья, которые отвечают за сгибание/разгибание пальцев и движения плеч и кистей рук. Сила и выносливость остальных мышц тела — тоже очень важна. Основную нагрузку нужно стараться по возможности переносить на ноги
  - Анаэробная тренировка
  - Молочная кислота
- При передвижении по зацепам оптимальной тактикой является как можно чаще висеть на вытянутых руках и опираться на согнутые ноги
- В позициях остановок и пауз в движении, для устойчивости можно выбирать такие зацепы на стене и позы, чтобы у тела было как минимум три точки опоры, а центр тяжести мог «висеть» между или под ними. Этим обеспечивается возможность переносить четвёртую конечность к следующему зацепу, попутно давая ей отдых. В динамике, центр тяжести можно «перебрасывать» из одного устойчивого состояния в другое с помощью инерции
- Укрепляются кости, повышается выносливость
- Правильное питание требует достаточного потребления витаминов и белков.

## Сильнейшие скалолазы
- Победители Всемирных Игр по скалолазанию
- Чемпионы мира по скалолазанию
- Чемпионы Европы по скалолазанию
- Чемпионы Азии по скалолазанию